# Trisecțiunea unghiului
Trisecțiunea unghiului (din latină tri, „în trei” și secțio, „secțiune”) este o problemă celebră, formulată în antichitate, privind împărțirea unui unghi, cu rigla și compasul, în trei părți egale. Problema trisecțiunii unghiului, împreună cu „cuadratura cercului” și „dublarea cubului” constituie cele trei probleme celebre nerezolvate ale antichității, probleme de construcții geometrice ce trebuiau să fie rezolvate doar cu rigla și compasul.
În antichitate, metode aproximative de construcție au fost date de:
- Hippias (secolul al V-lea î.Hr.)
- Nicomede (secolul al III-lea î.Hr.)
- Arhimede (secolul al III-lea î.Hr.)
- Pappus din Alexandria (secolul al IV-lea)